# Karen Harup
Karen Margrethe Harup Petersen (20 de novembro de 1924 - 19 de julho de 2009) foi uma nadadora olímpica dinamarquesa. Ela competiu nos Jogos Olímpicos de 1948, em Londres, onde recebeu uma medalha de ouro nos 100 metros costas e duas medalhas de prata nos 400 metros livres e no revezamento 4 x 100 metros livres.